# Lijst van Gallische volken
Gallische volkeren of Galliërs waren de verschillende Keltische stammen die leefden in Gallië. Dankzij de Commentarii de bello Gallico van Gaius Iulius Caesar en de aardrijkskundige werken van onder anderen Claudius Ptolemaeus en Strabo kennen we heel wat namen van deze stammen. Vele van deze namen zijn nog terug te vinden in geografische namen, zoals Remi in Reims, Arverni in Auvergne, Santones in Saintonge, Lemovices in Limousin en natuurlijk de Parisii in Parijs.

## Gallische stammen

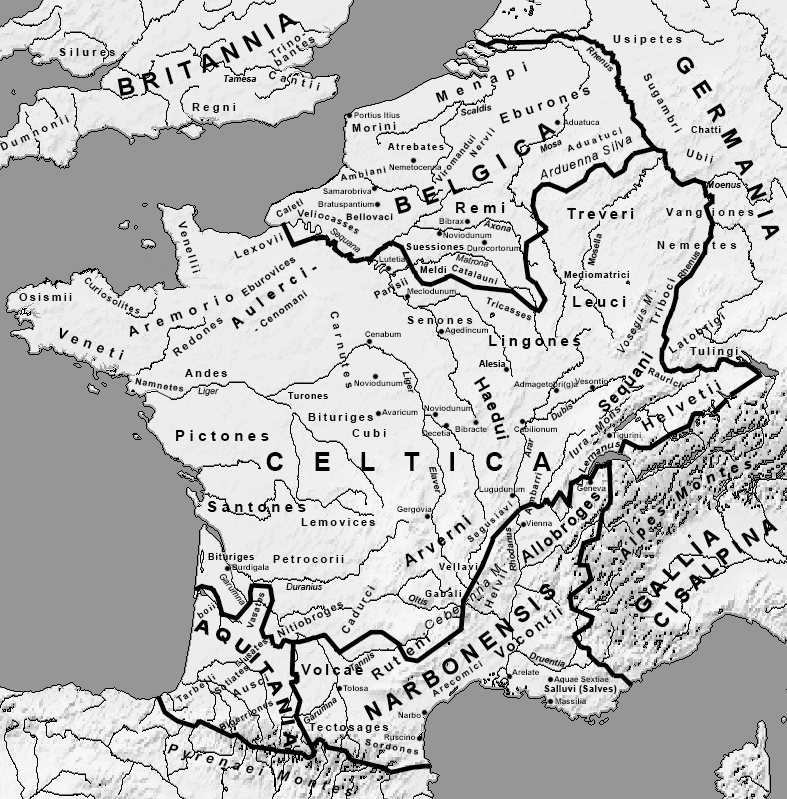
De Gallii in Gallia transalpina

Legenda
° = volk in Gallia Aquitania 
¹ = volk in Gallia Narbonensis 
² = volk in Gallia Lugdunensis

### Stammen inGallia Cisalpina
- Beluni
- Carni
- Caturiges
- Cenomani
- Ceutrones
- Insubres
- Lepontii
- Libici
- Nerusi
- Salassi
- Segusani
- Suetri
- Vedianti

### Stammen inGallia Transalpina
- Abrincatui²
- Aedui²
- Allobroges
- Andecavi²
- Andes
- Arverni°
- Atesui²
- Aulerci Cenomani²
- Aulerci Eburovices²
- Baiocasses²
- Bituriges Cubi°
- Bituriges Vivisci°
- Caleti
- Cadurci°
- Carnutes²
- Catalauni
- Ceatrones
- Coriosolitae
- Diablinti²
- Durocasses
- Gabales°
- Helvii°
- Helvetii²
- Lemovices°
- Leuci
- Lexovii²
- Lingones
- Mandubii
- Mediomatrici
- Meldi²
- Namnetes²
- Nitiobriges°
- Osismii²
- Parisii²
- Petrocorii°
- Pictones°
- Redones²
- Rutani°
- Santones°
- Segusiavi²
- Senones
- Sequani²
- Silvanectes
- Turones²
- Tricasses²
- Velauni°
- Veliocasses
- Venelli²
- Veneti²
- Viducasses²
- Vocontii¹
- Volcae Arecomici¹
- Volcae Tectosages¹

#### Gallia Belgica
- Aduatuci
- Ambiani
- Atrebati
- Bellovaci
- Eburones
- Mediomatrici
- Menapii
- Morini
- Nervii
- Remi
- Suessiones
- Treveri
- Viromandui

Gallia Cisalpina:
Anares · Beluni · Boii · Carni · Caturiges · Cenomani · Ceutrones · Insubres · Lepontii · Libici · Lingones · Nerusi · Salassi · Segusani · Suetri · Taurini · Vedianti

Gallia Transalpina:
Aedui · Albici · Allobroges · Ambarri · Ambiani · Andecavi · Arecomici · Atrebati · Aulerci Cenomani · Aulerci Diablintes · Aulerci Eburovices · Arverni · Baiocasses · Bellovaci · Bituriges Cubi · Bituriges Vivisci · Cadurci · Caleti · Carnutes · Catalauni · Caturiges · Cavares · Cenomani · Centrones · Cetrones · Commoni · Condrusi · Coriosolitae · Durocasses · Eciates · Eleuteti · Gabali · Garocelli · Geidumni · Grudii · Helvetii · Helvii · Lemovices · Leuci · Levaci · Lexovii · Lingones · Mandubii · Mediomatrici · Medulli · Menapii · Morini · Namnetes · Nantuates · Nerviërs · Nitiobriges · Osismii · Parisii · Petrocorii · Pictones · Pleumoxii · Redones · Remi · Ruteni · Salluviërs · Santones · Segni · Segovellauni · Segusiavi · Senones · Sequani · Silvanectes · Sordones · Suessiones · Tectosages · Tigurini ·  Tougener · Treveri · Tricasses · Tricastini · Turones ·  Veliocasses · Vellavi · Venelli · Veneti · Viducasses · Viromandui · Vocontii · Volcae Arecomici · Volcae Tectosages · Vivisci